# Многоформная экссудативная эритема
Многоформная экссудативная эритема – это полиморфное острое заболевание, чаще инфекционно-аллергического и токсико-аллергического происхождения. Проявляется пятнами синюшно-красного цвета, папулами, везикулами и эрозиями. В самых тяжелых случаях проявлениями заболевания могут стать язвы и поражение внутренних органов. 
Мультиформная экссудативная эритема встречается как у детей, так и у взрослых. Для этого вида эритемы характерна сезонность: осенью и весной она проявляется чаще. Заболевание имеет склонность к рецидивам и хроническому течению.
В современном мире заболевание очень распространено. В некоторых случаях ее проявления становятся настолько многообразными, что отличить ее от похожих заболеваний (например экземы) очень трудно.

## Причины возникновения многоформной экссудативной эритемы
Причины возникновения заболевания до конца не исследованы. Но изучив большое количество больных, врачи пришли к выводу, что спровоцировать заболевание могут отдельные препараты, вакцины, инфекции (микроплазма, герпес, стафилококк и стрептококк), чрезмерное воздействие солнца, проблемы с иммунитетом, хронические заболевания ротовой полости.

### Виды многоформной экссудативной эритемы
- Идиопатическая (инфекционно-аллергическая);
- Симптоматическая (токсико-аллергическая).

У пациентов, в анамнезе которых есть указанные выше бактериальные инфекции и заболевания, отмечается повышенная чувствительность к бактериальным аллергенам, а значит, гуморальный и Т-клеточный иммунитет снижается, как и нейтрофильные гранулоциты (разновидность лейкоцитов) уровень В-лимфоцитов наоборот растут. Совокупность этих факторов приводит к специфическим проявлениям на коже.

### Провокаторы симптоматической формы
- сульфаниламидные препараты;
- контрацептивы;
- жаропонижающие;
- пенициллин;
- прививки против туляремии.

### Провокаторы идиопатической формы
- стрептококки;
- стафилококки;
- герпесвирусная инфекция;
- микоплазменная инфекция;
- туберкулез.

### Факторы, вызывающие рецидив
- переохлаждение;
- чрезмерное пребывание на солнце;
- иммунодефицитные состояния;
- употребление некоторых пищевых продуктов (индивидуальный фактор).

Многоформная экссудативная эритема не заразное заболевание. Инкубационный период — до двух суток.

## Симптомы многоформной экссудативной эритемы
Высыпания, которые чаще всего находятся на:
- локтях и коленях;
- руках и ногах;
- кистях и стопах;
- внешних половых органах;
- слизистой рта;
- контуре губ;
- лице;
- полости носа;
- соединительной оболочке;
- в анальном канале.

В начале заболевания на коже появляется покраснение, через время (от нескольких часов до нескольких дней, индивидуально) — папулы синюшно-красного цвета. На папулах образуются пузырьки (везикулы). После они начинают лопаться, а на их месте появляются эрозии и корочки. В тяжелых случаях повреждаются внутренние органы . При поражении слизистой рта отмечается повышенная болезненность.
Многоформную эритему сопровождают:
- зуд,
- жжение,
- болезненные ощущение при надавливании на папулы и везикулы.

Возможно проявление симптомов интоксикации (повышение температуры до 38–39°С, слабость, ломота в теле, головная боль).

## Формы многоформной экссудативной эритемы

### По этиологическим факторам
- идиопатическая (инфекционно-аллергическая);
- симптоматическая (токсико-аллергическая).

### По тяжести
- Легкая (или простая) форма – проявляется мелкими папулами с западанием в центре, поражения слизистых нет. Симптомы легкой формы проходят за 2-3 недели.
- Везикуло-буллезная форма (среднетяжелая) – сначала на покрасневшей коже начинают появляться папулы, которые через некоторое время сливаются, образуя бляшки красного цвета. В центре бляшки образуется пузырь, который по контуру покрыт везикулами (пузырьками). Пузырьки лопаются, образуя эрозии и корочки. При среднетяжелой форме повреждаются слизистые оболочки. Этот тип эритемы может сопровождаться повышенной температурой, слабостью, ломотой в теле. Симптомы сопровождаются сильным зудом, болезненными ощущениями и жжением.
- Буллезная форма (тяжелая) Стивенса–Джонсона –  Повреждаются все слизистые оболочки. Характеризуется тяжелая форма появлением пузырей на эритематозном фоне вокруг природных отверстий (рта, ануса, наружных половых органов), глаз. С прогрессом болезни повреждаются внутренние органы (трахея, легкие, бронхи, мочевой пузырь). Пузыри, лопаясь, образовывают болезненные эрозии большого размера. Высыпания распространяются по всему телу. Симптомы сопровождаются повышением температуры, общею слабостью, ломотой в теле, ознобом. Если проигнорировать симптомы и не обратиться за медицинской помощью вовремя возможен летальный исход.
- Синдром Лайелла (крайне тяжелая форма) –  Первым поражается лицо, после него остальные участки тела. Положительный симптом Никольского (если потянуть за оболочку лопнувшего пузыря, начинается отслойка эпидермиса на участках здоровой кожи). Вся пораженная поверхность невыносимо болит, ощущается жжение.

## Диагностика многоформной экссудативной эритемы
Диагностика экссудативной эритемы основывается на данных анамнеза и внешнем осмотре. Дополнительные методы исследования:
- общий анализ крови;
- общий анализ мочи;
- микроскопический метод – мазки из эрозий, пузырей;
- дерматоскопия (в редких случаях).

## Методы лечения многоформной экссудативной эритемы
Медикаментозное лечение зависит от степени тяжести заболевания.

## Прогноз и профилактика
Прогноз благоприятный при адекватном и своевременном лечении.